# Elisabeth Förster-Nietzsche
Therese Elisabeth Alexandra Förster-Nietzsche (pronunciación en alemán: /teˈʁeːzə eˈliːzabɛt alekˈsandʁa ˈfœʁstɐ ˈniːtʃə/; Röcken, Sajonia-Anhalt, 10 de julio de 1846-Weimar, 8 de noviembre de 1935) fue una escritora e intelectual alemana, conocida principalmente por ser la hermana del filósofo alemán Friedrich Nietzsche. Creadora del Archivo Nietzsche en 1894, posteriormente fue miembro del Partido Nacionalsocialista Obrero Alemán.

## Trayectoria
Therese Elisabeth era dos años menor que su hermano. Era hija de un pastor luterano en la villa germana de Röcken, cerca de Lützen. Recibió sus nombres en honor de las princesas Teresa, Isabel y Alejandra de Sajonia-Altenburgo (hijas de José, duque reinante de Sajonia-Altenburgo) de quienes su padre había sido tutor antes de su nacimiento. Durante su infancia estuvo muy cercana a su hermano Friedrich, y aún en la adultez temprana, pero se separaron cuando Elisabeth se casó en 1885 con Bernhard Förster, un maestro de segunda enseñanza que después se volvió un fanático antisemita. Förster planeaba crear un asentamiento ario «puro» en América y encontró un lugar acogedor en Paraguay. La pareja convenció a catorce familias alemanas de unírseles en la colonia, que sería llamada Nueva Germania, y el grupo dejó Alemania el 15 de febrero de 1887 para asentarse en Sudamérica.
La colonia no prosperó debido a las propiedades de la tierra que hacían difícil la cosecha, todo ello aunado a enfermedades nuevas y problemas de transporte. Förster se suicidó con veneno el 3 de junio de 1889, y cuatro años después su esposa regresó a Alemania. La colonia Nueva Germania en Paraguay aún existe en la actualidad.
El colapso mental de Friedrich Nietzsche ocurrió en 1889, y cuando su hermana regresó, era un inválido que publicaba escritos que eran comenzados a ser leídos y discutidos a través de Europa. Förster-Nietzsche tuvo un papel crucial en la promoción de los escritos de su hermano, pero distorsionó parte de su filosofía, especialmente en la edición y difusión de un grupo grande de sus fragmentos póstumos, La voluntad de poder. En el siglo XX, Mazzino Montinari demostró que ese libro era una mixtificación, con graves interpolaciones y desviaciones teóricas, que intentaban legitimar la violencia política del nazismo con una voluntad de poder ajena a su legado intelectual, hostil manifiesto de los antisemitas.
Celosa de la salvaguarda de la originalidad del pensamiento de su hermano, se sabe también que expurgó del Archivo Nietzsche las referencias al estudio de la filosofía de Max Stirner o sus anotaciones a la novela Los endemoniados de Fiódor Dostoyevski, de quien Nietzsche se consideraba admirador y afín.
En 1930, Förster-Nietzsche, tan nacionalista alemana como antisemita, se volvió seguidora del partido nazi. Cuando Adolf Hitler y los nazis tomaron el poder en 1933, el Archivo Nietzsche recibió apoyo económico y publicidad de la Alemania nazi, lo que distorsionó la figura del filósofo.
Al funeral de Förster-Nietzsche, en 1935, asistieron Hitler y varios oficiales nazis de alto rango.